# Latona (mythologie)

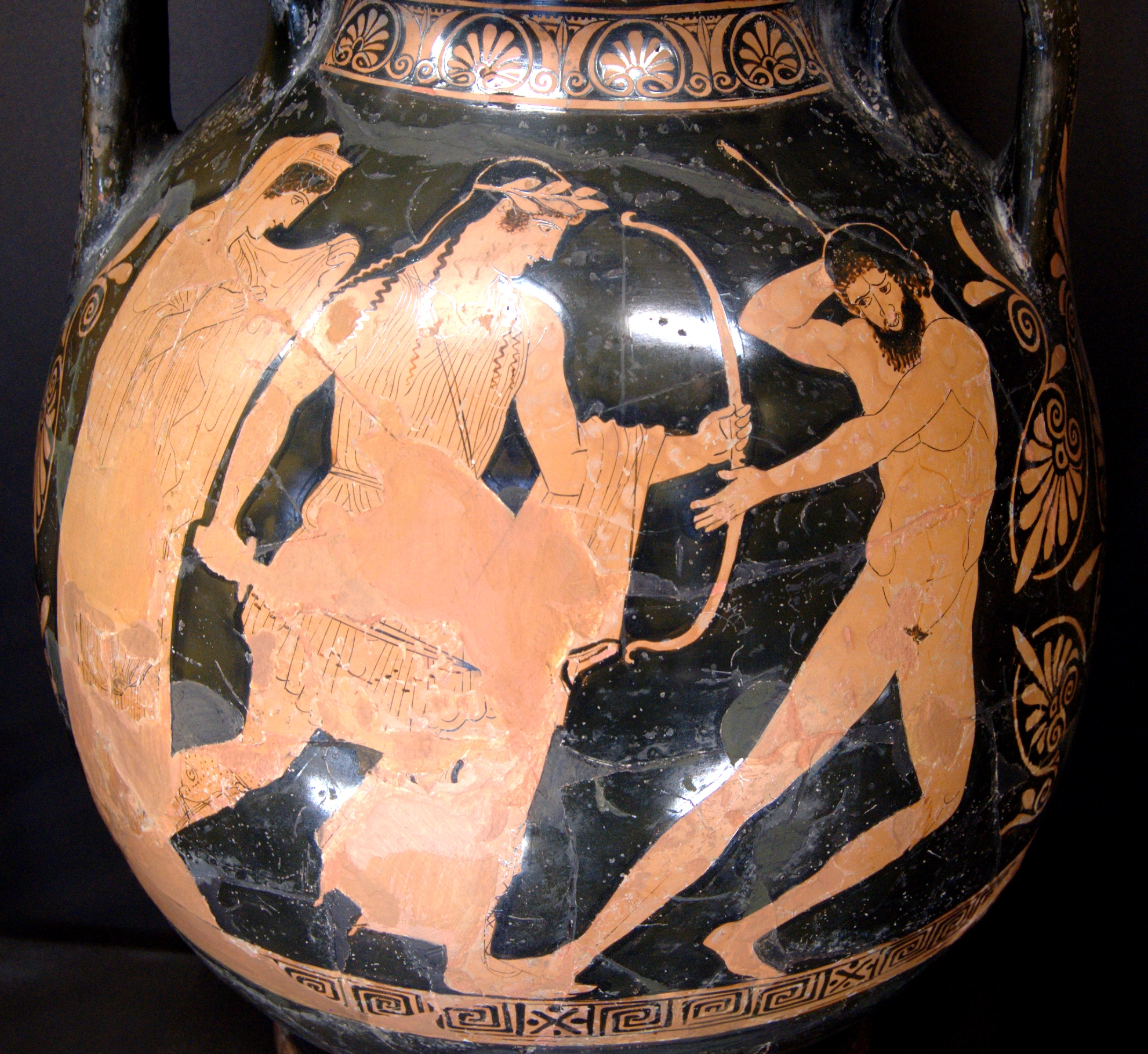
Latona geheel links afgebeeld.

Latona (latinisering van Λατώ / Latṓ) is een figuur uit de Romeinse mythologie. Zij is een dochter van de Titanen Polus en Phoebe. Haar Griekse equivalent is Leto.
De oppergod Jupiter, die Juno, zijn vrouw, vaak bedroog, maakte Latona zwanger van een tweeling: Diana en Apollo. Toen Juno erachter kwam dat Latona zwanger was van haar echtgenoot, werd ze zo jaloers dat ze Latona's zwangerschap wilde verhinderen.
Dit probeerde ze door ervoor te zorgen dat Latona in geen enkel land, waar de zon scheen, een rustplaats zou vinden om haar tweeling te baren en door Eileithyia, de godin van de zwangerschap, om te kopen.
Latona slaagde er toch in om haar kinderen, op het eiland Delos, ter wereld te brengen. Maar ook van daar moest de moeder vluchten, totdat ze aankwam in Lycië waar de lokale boeren hout aan het sprokkelen waren. De boeren waren echter heel brutaal en wilden niet dat Latona bleef en uit een ondiepe plas water opschepte om haar dorst te lessen. Hoewel Latona erg smeekte, gaven de Lycische boeren niet toe. Latona veranderde hen uit woede in kikkers, die nog steeds onder het water probeerden te schelden. Dit verhaal verklaart dan ook het kwaken van kikkers. Dit verhaal is onder andere terug te lezen in de Metamorphosen van de Romeinse dichter Ovidius (Boek zes), volgend op de verstening van Niobe.
Neptunus zorgde ervoor dat er geen zon meer viel op het eiland Delos, door er een gewelf van water te plaatsen.
Juno bleef Latona lastigvallen en Apollo, een van de kinderen van Latona, doodde de Python die steeds achter zijn moeder aan zat.
Latona's kinderen doodden ook al Niobe's kinderen omdat zij pochte dat zij beter was omdat ze veel meer kinderen had. Nadat haar kinderen dood waren veranderde zij in een rots, die eeuwig weende. Dit is een van de klassieke gevallen van hubris. 
Als laatste hebben Diana en Apollo de reus Tityus (Tityos) met pijlen gedood, omdat deze hun moeder, Latona, probeerde te verkrachten in het heiligdom van Delphi.
Latona wordt vaak met een lier afgebeeld.
Zij wordt gezien als de stammoeder van Latium.
Haar naam is afgeleid van Leto en Allāt.